# José Borrás
Jose o Josep Borrás (Mataró, provincia de Barcelona; 1840 — Villa Mercedes, Argentina; 1912) fue un periodista y escritor español en lenguas española y calatana.

## Biografía
Emigrado a Chile, se inició en el periodismo satírico en Valparaíso. A causa de la guerra de Perú y Chile contra España, pasó a Argentina (1868) y trabajó como proveedor del ejército aliado contra Paraguay (1866-68). Fue también secretario de la legislatura y tuvo una formación política de cariz liberal. En 1870 fundó El Oasis junto a Joaquín Carlés. Entre 1880 y 1888 fundó el Liceo Artístico y, cuando se separó de Carlés, creó El Ferrocarril, réplica de El Oasis, y más tarde La Opinión y El Destino, que dieron soporte al oficialismo autonomista. En 1896 fundó otra publicación, El Liberal, para sostener la candidatura a gobernador del doctor Baldomero Llerena. Posteriormente, en Villa Mercedes, provincia de San Luis, fundó El Imparcial (1898), que dirigió personalmente hasta su muerte.
Entre sus obras destacan La codicia rompe el saco (1878), pieza teatral en que critica a los opositores a la política oficialista argentina; Candideces de la punta, sátira política que contiene además una colección de epigramas, una polémica en verso sobre música y una gran cantidad de traducciones de cuentos, letrillas y monólogos en catalán.

## Obras
- La codicia rompe el saco. Juguete cómico en dos actos y en verso, 1878. Hay también una edición de Buenos Aires: Univ., 1932.
- Candideces de La Punta. Colección de epigramas y otras menudencias. Barcelona: Redondo y Xumetra, 1890.

- Datos: Q5938590